# Ribera del Duero (vi)
Ribera del Duero és una denominació d'origen que comprèn els vinyars d'una franja de territori adjacent al Riu Duero. A finals del 2005 els cultius d'aquesta denominació d'origen suposaven aproximadament el 2% de tota l'extensió dedicada al conreu de la vinya a l'estat espanyoll. Els seus vins són fonamentalment negres, encara que n'hi ha de rosats. La varietat de raïm més comuna és l'ull de llebre, i perquè un vi pugui obtenir la DO aquesta varietat ha d'estar present en un 75% i no menys del 95% les varietats Ull de Llebre, Cabernet Sauvignon, Merlot i Malbec cal que hi siguin presents.

## Història
Els fenicis, mitjançant els seus comerciants, van introduir a la península Ibèrica les tècniques més avançades de cultiu i producció, fins i tot les varietats més adequades uns mil anys abans de la nostra era.
Uns segles després, els romans van descobrir la qualitat dels vins d'Hispània. Els vins de la Ribera del Duero eren utilitzats per proveir els exèrcits i encara avui dia s'hi poden trobar mosaics romans amb motius ornamentals relacionats amb el déu Bacus, com el de Banys de Valdearados (a 15 km d'Aranda de Duero). A la necròpolis del jaciment vacceo de Pintia (Padilla de Duero, Peñafiel) s'han localitzat aixovars relacionats amb el ritual del vi introduït pels romans.
Els ordes monàstics es van estendre per tot el territori a partir del segle X, propagant-hi la cultura del vi. Al segle xii, els monjos procedents de Cluny elaboraven els seus propis vins a Valbuena de Duero.
El 1295, es va començar a regular la verema i des del segle XV es va començar també a controlar la producció i la qualitat del vi.
A Aranda de Duero són conegudes les seves bodegues subterrànies, que constitueixen una xarxa de 7 km de túnels, o galeries, excavats entre els segles XII i XVIII, que es troben al nucli històric. I durant l'última dècada, diverses activitats al voltant del turisme enològic, com el Centre d'interpretació de l'arquitectura del vi (CIAVIN), han estat desenvolupades.
El 1975 es va començar a parlar del potencial dels vins de la zona i quatre anys més tard es va reconéixer provisionalment la denominació d'origen, constituint-se definitivament el 1982.

## Característiques dels vins
- Rosat: Produït almenys amb un 50% de varietats negres i una graduació alcohòlica mínima d' 11º.
- Tinto Joven: sense criança en bóta o criança inferior a 12 mesos
- Tinto Crianza: envelliment no inferior a 24 mesos, a partir de l'1 d'octubre de l'any de la verema i 12 d'aquests mesos en bóta de roure
- Tinto Reserva: envelliment de 36 mesos, amb un mínim de 12 mesos en bóta de roure
- Tinto Gran Reserva: envelliment de 60 mesos, amb un mínim de 24 mesos en bóta de roure.

## Comercialització
- 1982: 530.000 litres[2]
- 1988: 4.400.000 litres[2]
- 2010: 56.666.500 litres